# 安祿山
安祿山（703年2月19日—757年1月25日），本姓康，名軋犖山，营州柳城（今辽宁省朝阳市）人。母阿史德氏。父为昭武九姓的粟特人，母为突厥巫師，信仰祆教。安祿山是唐代藩镇割据势力之一的最初建立者，也是安史之亂的主要發動人之一，後建立大燕政权，自稱雄武皇帝，年号聖武。

## 姓名及出身
日本學者森安孝夫根據中亞出土的古代文獻認為，其本姓康（粟特語：kang），或之後改姓的安（粟特語：an），都是粟特人使用的漢姓。
學者亨寧（W.B.Henning）提出，祿山，或犖山，為粟特語Rokhshan，是光明的意思。日本粟特語學者吉田豐認為，安祿山這個名字是直接譯自粟特語，唸法為An Rokhshan。
日本學者桑原騭藏，法國學者蒲立本，中國學者向達、陳寅恪、榮新江等人皆主張安祿山出身粟特人。
學者福安敦（Antonino Forte）認同安祿山的名字來自粟特語，但認為安波註和安延偃皆為突厥人，是在投奔安貞節後才冒姓安，安祿山應為突厥人。

## 崛起

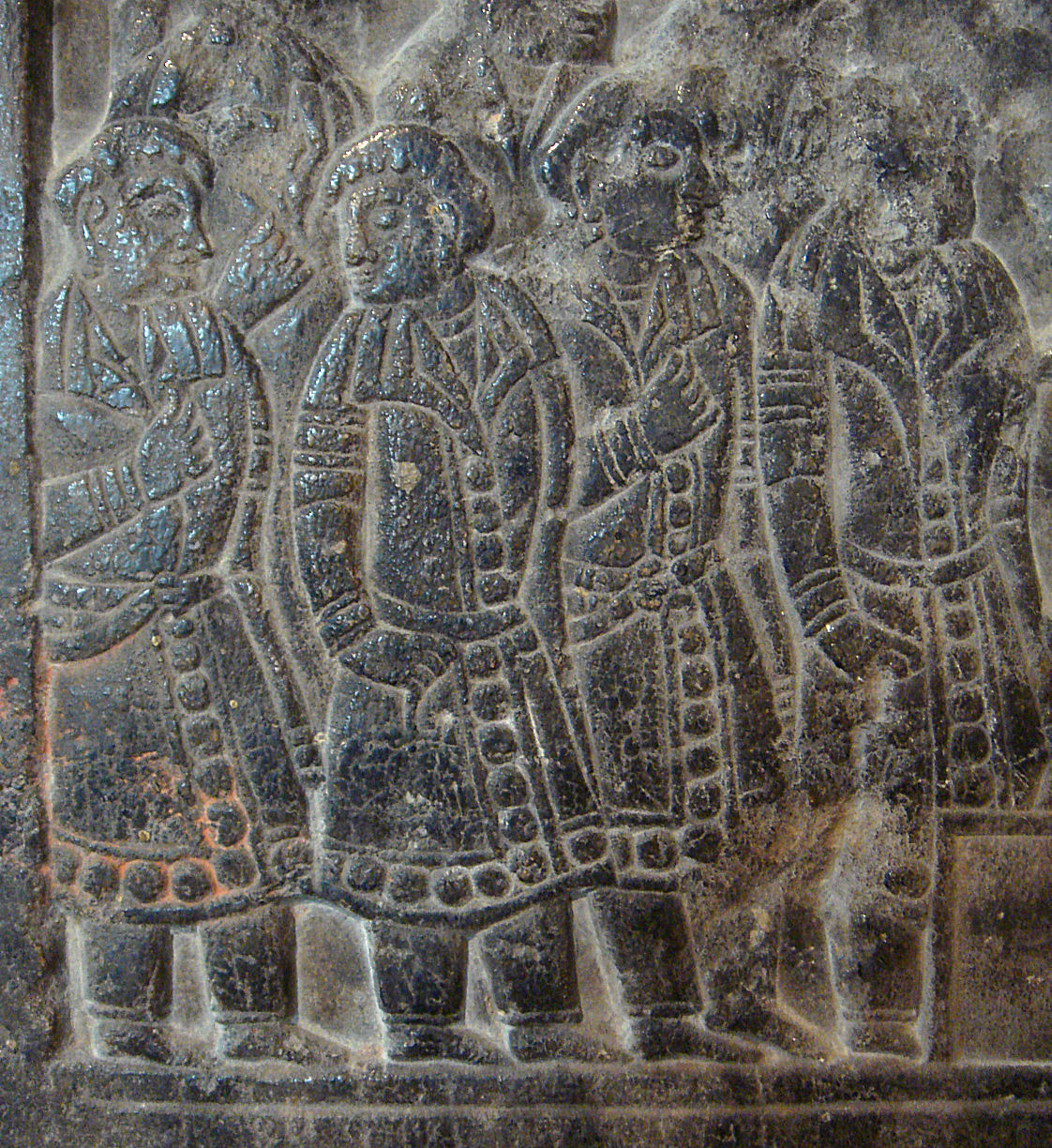
北齐石碑上的粟特人（藏于吉美博物馆内）

安禄山年幼喪父，因母改嫁突厥番官安延偃，遂改姓安，改名禄山（安、康可能出自中亚昭武九姓）。安禄山精通六種番語，初为互市牙郎（大概是商人交易時的中間人）。以骁勇著称，被幽州节度使张守养为假子，后逐步升官至千卢将军。開元二十八年（740年）禄山为平卢兵马使，以贿赂交结唐廷派往河北的御史，博得唐玄宗李隆基的称许與寵信。開元二十九年，官营州都督；天宝元年（742年）为平卢节度使；天宝三载，兼范阳节度使、河北采访使；十载，又兼河东节度使，掌握了今河北、辽宁西部、山西一带的军事、民政及财政大权。又受封為東平郡王。
安祿山晚年十分肥胖，重三百三十餘斤，皇帝問他肚子怎麼這麼大，答曰：“唯赤心耳！”曾經在玄宗面前作胡旋舞，竟能“疾如風焉”。
安禄山曾对唐玄宗说：「只知天下有陛下，不知太子是何官」唐玄宗让安禄山与杨贵妃及其堂兄弟姐妹結为兄弟姐妹，又答应安禄山做杨贵妃养子。安禄山每次见到唐玄宗和杨贵妃，都先对杨贵妃行礼，玄宗问何故，他说：“番人先母而后父。”玄宗大悦。安禄山通行宫禁，有时通宵不出，有传言他和杨贵妃有丑闻，玄宗也未曾生疑。
安禄山权势的取得，除了手段狡诈，善于洞察人心、谄媚逢迎，取得唐玄宗、杨贵妃等人的宠信和支持外，还因为當時河北一带胡族杂居，情况复杂，而他熟悉当地情况；另外，当时奚族和契丹族势力较强，不时进扰河北，他以征战、欺诈、濫殺無辜等手法，镇压两族以立功，被玄宗倚为“安边长城”。

## 安史之亂
唐玄宗統治晚期，唐朝國勢由極盛轉變成過度安逸。對邊軍統領的管制逐漸鬆動，對禁軍的訓練也變得鬆弛。安祿山在各邊軍中勢力最強大、管區最完整，他洞悉朝中內情，遂有輕視朝廷之心。
前任宰相李林甫死後，他在朝中失去了忌憚的對象。安祿山感念玄宗恩德，本想等衰老的玄宗駕崩後再行叛亂。代李林甫任右相（中書令）的楊國忠與群臣不和，其中為了爭寵，楊、安兩人關係最惡。又因之前為討好玄宗而得罪太子李亨，深感不安又對帝位抱有幻想的安祿山，於是提早叛唐行動。叛變前，他精選豢養同羅、奚、契丹降人八千為義子，稱「曳落河」（突厥語，意為壯士），皆驍勇善戰；又畜戰馬數萬匹，多聚兵仗，分遣胡商至各處經商斂財。天寶十四載，又請以番將三十二人代漢將，組成一個以少數民族武人為骨幹、有漢族失意文人和地方軍人參加的財富力強的武裝集團。
天寶十四載十一月，安祿山在范陽起兵，以討楊國忠、清君側為名，與平盧節度使史思明發動叛亂，挾三鎮兵力，直指東都洛邑。太原驛站得報，疾馳趕到驪山，當時在驪山華清池的唐玄宗不相信安祿山會叛變，但叛變的消息不斷傳來，玄宗仍半信半疑，直到平原郡太守顏真卿派人傳來情報，玄宗大夢初醒。在唐玄宗本人錯誤的指揮下，安祿山的鐵騎軍團攻陷洛阳城，次年正月便定都洛陽，建國大燕，改元聖武，自稱雄武皇帝，以達奚珣為丞相。
同年六月，唐玄宗因急於解除長安之危，又在錯誤的認知下，處斬兩位名將封常清與高仙芝，此令震動唐軍。爾後唐玄宗急令另一名將哥舒翰統帥唐軍東出潼關。深明唐玄宗錯誤戰略的哥舒翰，計劃以拖制變，最後卻被唐玄宗認為怯戰，因而在無從建言的無奈中與安祿山決戰，果然全軍覆沒。燕军攻陷潼关。
唐朝在邊軍與地方駐軍來不及應變的情勢下，安祿山大軍壓境，進入京畿一帶。唐玄宗在危急下，率領近衛兵團逃出京城，群龍無首的西京長安因此淪陷。其部将史思明攻占河北十三郡。從此，各地的有力軍官，觀察使、安撫使、節度使等的地位高漲，半壁江山亦陷於長期戰亂之中。至德二載（757年）正月甲寅，其次子安慶緒唆使嚴莊挑撥李豬兒殺害安祿山後，並未公佈安祿山的死訊，只稱他傳位於安慶緒，尊其為太上皇。後史思明殺安慶緒後即大燕帝位，補諡安祿山為光烈皇帝。

## 遇刺身亡
安祿山晚年患眼疾，雙眼近乎全盲，性情大變，经常虐待身邊近臣，最信任的手下嚴庄挨打尤其多，怀恨在心。757年正月初五，其次子安庆绪擔心安祿山可能會傳位給幼子安慶恩，便唆使严庄挑拨宦官李猪儿，當天严庄持刀和李猪儿进入帐中，安庆绪在帐外，安祿山當時在睡覺，李猪儿用大刀砍中他的肚子，安祿山摸不到放在床旁的刀，搖動床柱大喊：“這一定是家賊幹的！”臟器已經在床上流了一堆，說完便斷氣了。

## 歿後
安祿山、史思明等人田承嗣投降唐室，受封魏博節度使，為安祿山、安慶緒、史思明、史朝義四人立祠，即安史四聖，直到773年田承嗣才毀了「四聖」的祠堂諂媚朝廷，而取得使相的頭銜。

## 家系

### 妻
- 康夫人
- 段皇后

### 子女
1. 安慶宗，756年被唐玄宗处死
2. 晉王安慶緒，756年封，后弒父称帝
3. 安庆恩
4. 鄭王安慶和，756年封，758年被唐肃宗处死
5. 安慶餘
6. 安慶則
7. 安慶光
8. 安慶喜
9. 安慶祐
10. 安慶長

1. （不詳）
2. （不詳）
3. （不詳）
4. （不詳）
5. （不詳）
6. （不詳）

## 影視作品

### 電影
| 年份   | 地區      | 作品                  | 演員                 |
| 1955年 | 日本大映  | 《楊貴妃》            | 山村聰               |
| 1962年 | 邵氏电影  | 《杨贵妃》            | 李英                 |
| 1992年 | 中国      | 《杨贵妃》            | 顏彼德               |
| 2009年 | 中国      | 《大明宫》            | 阿力                 |
| 2015年 | 中国      | 《王朝的女人·杨贵妃》 | 莫合塔爾．鐵列吾哈孜 |
| 2017年 | 中国/日本 | 《妖猫传》/《空海》   | 王迪                 |

### 電視劇
| 年份   | 地區         | 作品                 | 演員   |
| 1976年 | 香港無綫電視 | 《楊貴妃》           | 黃允材 |
| 1983年 | 亚洲电视     | 《剑仙李白》         | 蔡国庆 |
| 1985年 | 华视         | 《杨贵妃》           | 張復建 |
| 1986年 | 台视         | 《杨贵妃傳奇》       | 張國柱 |
| 1990年 | 大陸         | 《唐明皇》           | 顏彼德 |
| 1994年 | 新加坡       | 《昆仑奴》           | 唐琥   |
| 1994年 | 台灣、新加坡 | 《天师钟馗》         | 叶世品 |
| 1997年 | 香港無綫電視 | 《大刺客之煙花殺手》 | 秦煌   |
| 2000年 | 香港無綫電視 | 《楊貴妃》           | 阮兆祥 |
| 2003年 | 大陸         | 《大唐歌飞》         | 包德磐 |
| 2006年 | 大陸         | 《神鬼八陣圖》       | 盧星宇 |
| 2007年 | 大陸         | 《大唐芙蓉园》       | 臧金生 |
| 2008年 | 大陸         | 《大唐游侠传》       | 涂們   |
| 2009年 | 大陸         | 《楊貴妃秘史》       | 徐錦江 |
| 2017年 | 大陸         | 《大唐榮耀》         | 林雪   |

## 延伸阅读
[在维基数据编辑]
 《舊唐書·卷200上》，出自刘昫《舊唐書》
 《新唐書·卷225上》，出自《新唐書》
 在维基共享资源阅览影像